# Языковой атлас Швабии
Языковой атлас Швабии (нем. Sprachatlas von Bayerisch-Schwaben, SBS) — лингвистический атлас, описывающий диалекты административного округа Швабия в Баварии. Разрабатывался Аугсбургским университетом в рамках проекта «Баварский языковой атлас».
Географическая область исследования при разработке атласа определялась с ориентацией на смежные проекты: Языковой атлас Юго-Восточной Германии (Südwestdeutscher Sprachatlas, SSA) и Форарльбергский языковой атлас (Vorarlberger Sprachatlas, VALTS). На юге, в регионе Альгой, в атлас не были включены земли южнее Кемптена, рассматриваемые в VALTS. На севере и востоке включены частично земли Средней Франконии и Верхней Баварии, что позволило включить переходные области от швабского диалекта к баварскому.
С 1976 разрабатывалась библиография и определена структура книги вопросов. Для сбора материала в 1984 году в исследуемые местности были направлены три эксперта (Манфред Ренн, Эдит Функ и Бригитта Шварц), результатом работы которых стали 70 тысяч страниц письменного материала, 400 часов аудиозаписи и 1000 фотографий. С 1985 начинается электронная обработка данных, с 1990 начинается подготовка первых изданий: в 1991 начинается работа над томами 2-6; в 1996 начинается публикация 2 тома (Wortgeographie I); в 2009 публикация завершается. Всего выпущено 14 томов.

## Структура атласа
- Bd. 1: Einführung (Werner König): 1997
- Bd. 2: Wortgeographie I (Christine Feik). Der menschliche Körper / Körperliche und seelische Äußerungen / Die menschliche Gemeinschaft / Kleidung: 1996
- Bd. 3: Lautgeographie I: Vokalquantitäten (Manfred Renn): 1997
- Bd. 4: Lautgeographie II: Kurzvokale (Heike Heidenreich): 1999
- Bd. 5: Lautgeographie III: Langvokale / Diphthonge (Susanne Kuffer): 1998
- Bd. 6: Formengeographie I: Verbum (Edith Funk): 1998
- Bd. 7.1: Lautgeographie IV: Konsonantismus I (Sabine Ihle). Plosive 2001
- Bd. 7.2: Lautgeographie IV: Konsonantismus II (Sabine Ihle, Michael Köck, Andrea Zeisberger, Sabine Pfrenger). Frikative, Affrikaten, Liquide, Nasale, Halbkonsonanten: 2003
- Bd. 8: Wortgeographie II (Manfred Renn). Bauernhaus / Wohnung und Einrichtungsgegenstände / Wettererscheinungen / Freie Tiere / Pflanzen, Obst und Gemüse / Mosterei / Blumen: 2000
- Bd. 9.1: Formengeographie II: Nomen I (Andrea Zeisberger). Substantive, Artikel: 2003
- Bd. 9.2: Formengeographie II: Nomen II (Andrea Zeisberger). Pronomen, Adjektive, Zahlwörter, Orts- und Richtungsadverbien, Syntax: 2003
- Bd. 10: Wortgeographie III (Edith Funk). Zeiteinteilung und Grußformeln / Spielen und Spielzeug / Ernährung, Kochen und Backen / Hausarbeit / Bauern und Arbeitskräfte / Adverbien: 2005
- Bd. 11: Wortgeographie IV (Lars Löber). Rindvieh und Milchverarbeitung / Schwein, Ziege, Schaf, Pferd / Geflügelhaltung und Imkerei / Weitere Haustiere: 2001
- Bd. 12: Wortgeographie V (Manfred Renn, Edith Funk). Gelände, Boden, Ackerbau / Getreide / Düngung und Heuernte / Hanf und Flachs: 2006
- Bd. 13: Wortgeographie VI (Andrea Hirt). Wald, Holz und Zäune / Transport / Körbe / Gefäße und Tragegestelle: 2005
- Bd. 14: Registerband (Edith Funk u.a.). Mit einem Inhalts- und Wortregister: 2009